# Jelena Majorowa
Jelena Majorowa (ros. Елена Владимировна Майорова, ur. 30 maja 1958 w Jużnosachalińsku, zm. 23 sierpnia 1997 w Moskwie) – rosyjska aktorka.
Pochodziła z rodziny robotniczej. Już w dzieciństwie pasjonowało ją aktorstwo. Pierwsze kroki na scenie stawiała w studium teatralnym, działającym przy miejscowym Pałacu Pionierów. W 1975 przyjechała do Moskwy. Egzaminy do kilku szkół artystycznych zakończyły się niepowodzeniem i Majorowa zaczęła pracować w jednym ze stołecznych kombinatów, przygotowując się zarazem do kolejnych egzaminów.
W czasie kolejnego, nieudanego egzaminu do MChAT wypatrzył ją jeden z wykładowców Rosyjskiej Akademii Sztuki Teatralnej Tabakow, który umożliwił jej rozpoczęcie studiów w moskiewskiej akademii. Jeszcze w czasie studiów zadebiutowała na dużym ekranie rolą w melodramacie Ilji Freza – Вам и не снилось.

## Wybrana filmografia
- Zaginiony na Syberii (1991) – dr Anna
- Przypadki Makarowa (1993)